# Герцлия (гимназия)
Еврейская гимназия «Герцли́я» (ивр. הגימנסיה העברית הרצליה‎) — среднее общеобразовательное учреждение Тель-Авива (Израиль). Основанная в 1905 году гимназия «Герцлия» стала первой в мире средней школой, где преподавание велось на иврите, а построенное в 1909 году историческое здание гимназии стало первым общественным зданием только что основанного Тель-Авива. За время работы гимназии многие из её выпускников стали видными деятелями израильского общества и культуры.

## История
В 1905 году иммигрировавшие в Палестину из Одессы Иегуда-Лейб и Фаня Метман-Коэн открыли в Яффе частную школу. В объявлении об открытии школы говорилось, что обучение в ней будет длиться девять лет, «как в старших школах Европы и Америки», и будет включать в себя изучение ТАНАХа и Талмуда, иврита (названного в объявлении «языком древности») и ивритской литературы, французского, английского, немецкого и латинского языков, физики, химии, зоологии и ботаники, геологии, минералогии, истории и рисования. Все уроки должны были вестись на иврите.
Школа открылась в двухкомнатном помещении неподалёку от места, где в настоящее время находится яффская «площадь с часами». В первый год в неё записались всего 17 учеников, так как многие родители опасались отдавать детей в школу с преподаванием на возрождённом, неустоявшемся языке. Однако школа быстро обзавелась хорошей репутацией, и число учащихся начало расти. В итоге её пришлось перевести в более просторное здание в Яффе, а через год после основания по инициативе преподавателя географии доктора Хаима Бограшова она сменила и статус, превратившись в публичное образовательное учреждение со своим попечительским советом.
Преподавание на иврите было не единственным новшеством, введённым в гимназии. Она также стала одним из первых заведений среднего образования с совместным обучением для мальчиков и девочек. Впервые в истории ТАНАХ преподавался не как священный, а как литературный и исторический текст, в соответствии со светскими взглядами основателей гимназии. Экскурсии и полевая исследовательская работа были включены в учебный план. Ещё одной традицией гимназии стала ежегодная поездка к могилам Маккавеев в дни празднования Хануки. Новаторский имидж гимназии привлёк к ней внимание в странах рассеяния, и состоятельные еврейские семьи стали посылать своих детей в Палестину, чтобы те учились в ней.

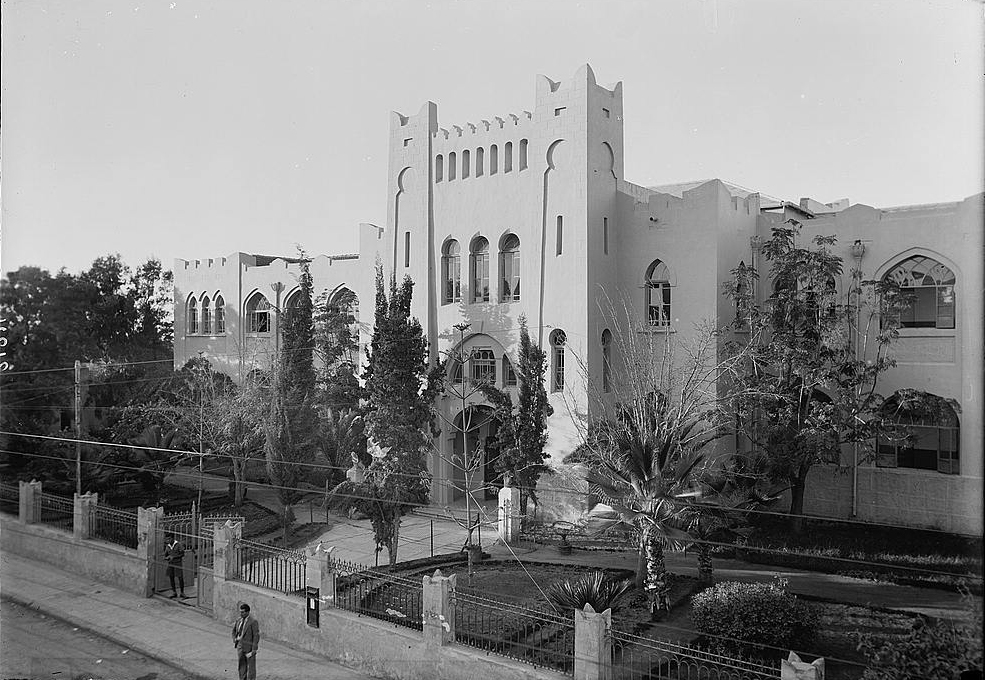
Еврейская гимназия «Герцлия», около 1936 года.

В 1907 году на VIII Всемирном сионистском конгрессе депутат от Великобритании, судья города Брадфорда Джейкоб Мозер, внёс предложение о сборе суммы в 80 тысяч франков на постройку для ивритской гимназии в Яффе отдельного здания. Единственным поставленным условием было присвоение школе имени отца светского сионизма Теодора Герцля. Когда деньги были собраны, 28 июля 1909 года началось строительство нового здания школы в только что основанном еврейском квартале Ахузат-Баит, вскоре превратившемся в город Тель-Авив. Проект нового здания школы, носящей отныне название Еврейской гимназии «Герцлия», был разработан архитектором Иосифом Барским. В основу проекта легла художественная реконструкция Первого Иерусалимского Храма, сделанная во Франции в конце XIX века. Проект, в разработке которого участвовали ещё один одесский архитектор Фридланд, Йозеф Авин из Львова и директор академии «Бецалель» Борис Шац, был опубликован в германско-еврейском журнале Ost und West и сделал Барского известным далеко за пределами Палестины. Строительство здания велось в 1909 и 1910 году подрядчиком Йосефом-Элияху Шлушем. Новое здание было построено в конце улицы Герцль — центральной улицы нового района, которая заканчивалась у ворот гимназии. Это было первое общественное здание в новом квартале, ставшее его культурным и общественным центром.
К 1950-м годам планировка Тель-Авива заметно изменилась, и гимназия «Герцлия», где к этому моменту учились около 1400 детей в здании, рассчитанном на несколько сотен, вместе со всем районом Ахузат-Баит оказалась в стороне от нового центра. Район начал ветшать, его здания сносились несмотря на их историческую ценность (так, был снесён дом, где жил классик литературы на иврите Хаим-Нахман Бялик). В 1962 году здание гимназии «Герцлия» также было разрушено, а на его месте впоследствии построен первый израильский небоскрёб «Мигдаль Шалом Меир». Новое здание для гимназии «Герцлия» было выстроено на улице Жаботински, ближе к реке Яркон, теми же подрядчиками, которые строили «Мигдаль Шалом Меир» (братьями Моше-Биньямином и Мордехаем Меирами, которые сами были выпускниками гимназии). В настоящее время контур фасада исторического здания служит эмблемой израильского Общества охраны памятников; эта же форма придана воротам нового здания гимназии.

## Известные выпускники
За время работы гимназии из её стен вышли многие ведущие деятели израильского общества и культуры. Среди выпускников «Герцлии» такие политики, как второй премьер-министр Израиля Моше Шарет (входивший в первый выпускной класс), первый мэр Ришон-ле-Циона Эльякум Осташинский, министр науки Израиля учёный-физик Юваль Неэман и мэр Тель-Авива Рон Хульдаи (который в 1990-е годы также в течение шести лет был её директором). Среди деятелей искусства, учившихся в гимназии «Герцлия», — лауреаты Премии Израиля поэты Авраам Шлёнский и Натан Альтерман, писатель Аарон Мегед, художник Нахум Гутман, скульптор Ицхак Данцигер.